# Les Alyscamps
Les Alyscamps è un dipinto a olio su tela (73x92 cm) realizzato nel 1888 da Vincent van Gogh.
È conservato nel Museo Kröller-Müller di Otterlo.
Gli Alyscamps sono una necropoli di Arles, città del sud della Francia in cui  Vincent van Gogh si recò spesso a dipingere nell'autunno del 1888, in compagnia dell'amico Paul Gauguin che lo aveva raggiunto con il proposito di creare un circolo di artisti.

## Descrizione
Il quadro è parte di una serie di dipinti del pittore sullo stesso soggetto: il viale, in questa, viene ripreso da un'inquadratura angolare che mette in risalto lo spazio prospettico che converge verso il punto in alto a destra della tela. Il viale alberato e la collina sulla sinistra, oltre al contrasto cromatico tra il viale ed il circostante giardino, accentuano la sensazione dimensionale che permea lo spazio pittorico dipinto da Van Gogh, contenente alberi, panchine e persone anziane.

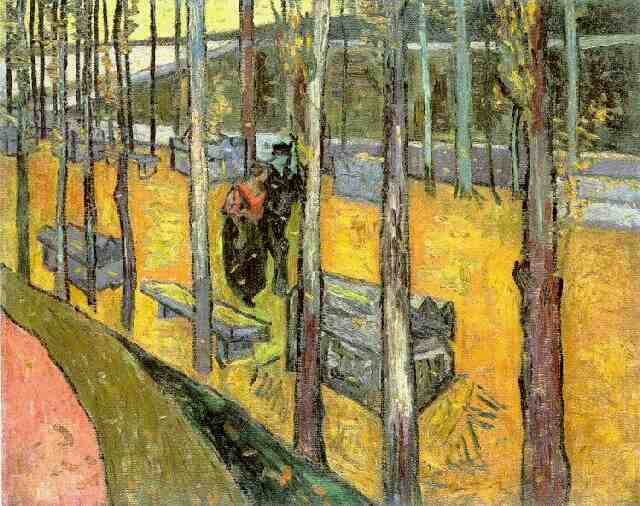
Seconda versione degli Alyscamps di Van Gogh
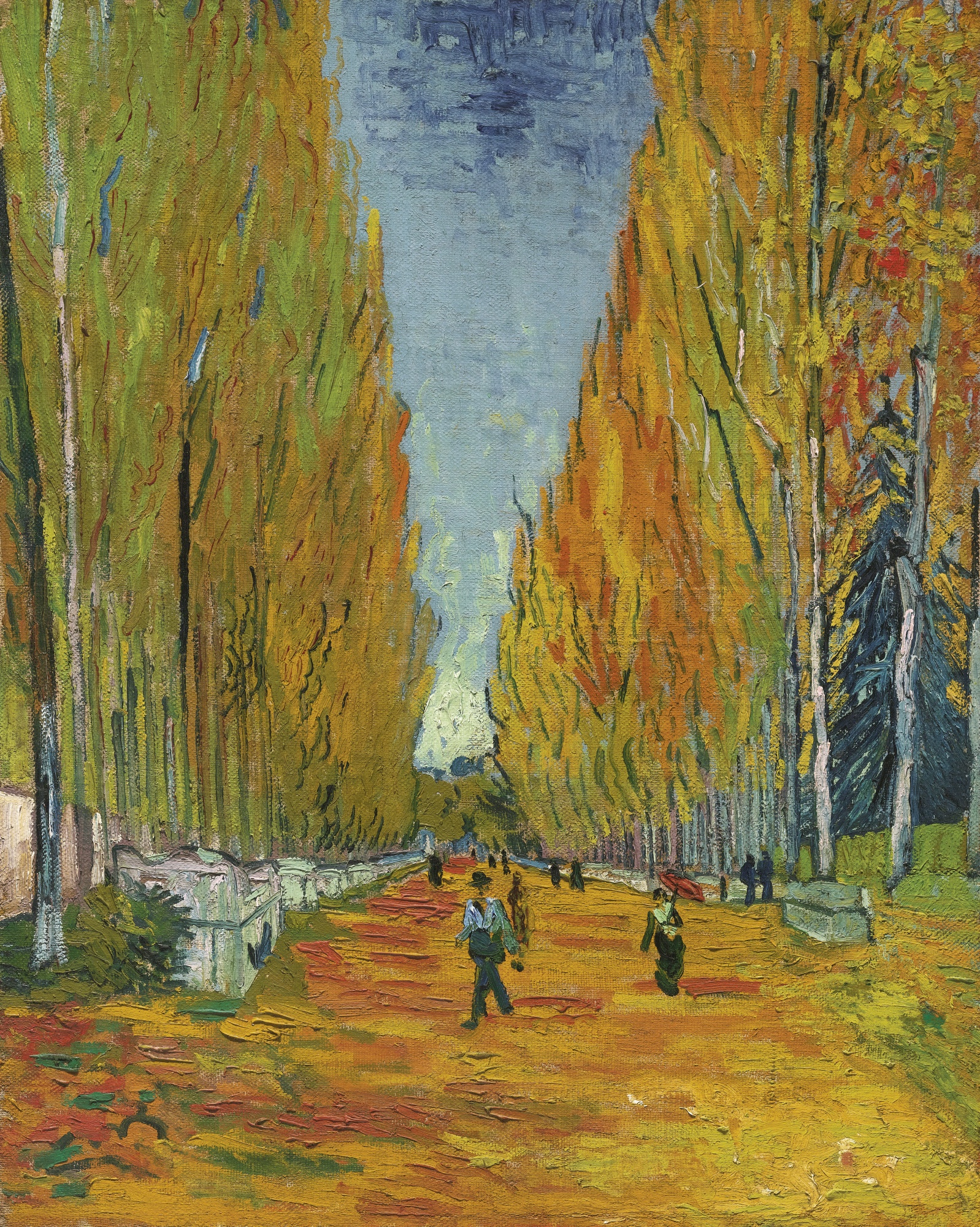
Terza versione degli Alyscamps di Van Gogh